# 韓流フォンデュ
韓流フォンデュ（はんりゅうふぉんでゅ）は、TOKYO MX・テレビ愛知・サンテレビで放送されていた韓国エンタテインメント情報バラエティー番組。

## 概要
韓国で活躍する俳優や歌手などを毎週ピックアップして特集する。

## ナビゲーター
- 李由美(Yumi)

## スタッフ
- 構成：西秀進
- 字幕：呉陽希
- ヘアメイク：赤尾杉典子
- 撮影：趙成範、金子徹
- 編集：五郎丸亮（メディア・リース）
- MA：村上敏之（メディア・リース）
- 音効：石崎野乃（J-WORKS）
- アシスタントプロデューサー：橋本早世
- ディレクター：相澤幸一
- プロデューサー：金慶子
- 制作協力：アクロ
- 制作・著作：オフィスキム

## 各地の放送時間
| 放送地域 | 放送局           | 放送日時                                          | 備考                 |
| -------- | ---------------- | ------------------------------------------------- | -------------------- |
| 東京都   | TOKYO MX         | 日曜 11時00分 - 11時30分                          | 幹事局               |
| 愛知県   | テレビ愛知       | 木曜 27時05分 - 27時35分                          | 深夜帯・4日遅れ      |
| 兵庫県   | サンテレビ       | 土曜 22時00分 - 22時30分                          | 6日遅れ              |
| 日本全国 | テレ朝チャンネル | 日曜 18時30分 - 19時00分 （初回放送。再放送あり） | 同日時差（初回放送） |